# Балоко
Бало̀ко (на италиански: Balocco; на пиемонтски: Baloch, Балок) е село и община в Северна Италия, провинция Верчели, регион Пиемонт. Разположено е на 166 m надморска височина. Населението на общината е 240 души (към 2013 г.).